# Pont routier d'Inkerman
Le pont routier d'Inkerman est l'un des deux ponts permettant de traverser la Pokemouche à Inkerman. Il mesure environ 400 mètres de long et relie les communautés d'Inkerman centre et Inkerman Ferry. Il est traversé par la route 113. Un port de pêche se trouve à son extrémité nord.